# Karen Delfs
Karen Delfs (født 31. oktober 1959) 
er en dansk politiker og tidligere borgmester i Vejle Kommune (2006-2007) for SF.
Delfs er uddannet cand.mag. i tysk og musik fra Aalborg Universitet og Syddansk Universitet, samt master i offentlig ledelse (MPG) fra CBS. 
Før hun blev Vejles første kvindelige borgmester, var hun bl.a. højskolelærer og gymnasielektor. 
Efter perioden som borgmester har hun bl.a. været ledelseskonsulent, uddannelsesleder, chefkonsulent og leder af biblioteks- og borgerservice.